# 世界室內五人制足球協會
世界室內五人制足球協會（Asociación Mundial de Fútbol de Salón，縮寫：AMF）是第一個室內五人制足球的管理組織，成立於2002年，為國際室內五人制足球協會（Federación Internacional de Fútbol de Salón，FIFUSA）的後繼組織，國際室內五人制足球協會為1971年以來室內五人制足球最初的管理組織。

## 亞洲會員
| - 阿富汗 - 巴林 - 孟加拉 - 中華台北 - 香港 | - 印尼 - 伊朗 - 日本 - 韓國 - 馬來西亞 |